# Kanton Rives
Kanton Rives (fr. Canton de Rives) je francouzský kanton v departementu Isère v regionu Rhône-Alpes. Skládá se z 12 obcí.

## Obce kantonu
- Beaucroissant
- Charnècles
- Izeaux
- Moirans
- La Murette
- Réaumont
- Renage
- Rives
- Saint-Blaise-du-Buis
- Saint-Cassien
- Saint-Jean-de-Moirans
- Vourey